# Căzănești (Mehedinți)
Căzănești é uma comuna romena localizada no distrito de Mehedinți, na região de Oltênia. A comuna possui uma área de 84.64 km² e sua população era de 2522 habitantes segundo o censo de 2007.